# Wladislaus II van Moravië
Wladislaus II van Moravië (1207 - 18 februari 1227) was een zoon van koning Ottokar I van Bohemen en van Constance van Hongarije. In 1222 werd hij markgraaf van Moravië, maar stierf jong, zonder erfgenaam. Zijn broer Přemysl volgde hem op als markgraaf in Moravië.